# Ichnotropis tanganicana
Ichnotropis tanganicana är en ödleart som beskrevs av  George Albert Boulenger 1917. Ichnotropis tanganicana ingår i släktet Ichnotropis och familjen lacertider. Inga underarter finns listade i Catalogue of Life.